# Кочки (Новосибирская область)
Ко́чки — село в Новосибирской области, административный центр Кочковского района. Образует сельское поселение Кочковский сельсовет.

## Этимология
Название дано по расположению у болота с кочками.

## География
Село расположено на открытой местности, на реке Карасук, при автодороге Р-382. Кроме Карасука, есть несколько мелких безымянных водных объектов, по другую сторону реки расположено село Красная Сибирь. Расстояние до города Новосибирска, областного центра, по прямой составляет примерно 178 км к юго-западу. Расстояние по автомобильным дорогам от Новосибирска до села — 212 км. Ближайшие высоты — 155,2, 154,8 и 162,9 м, само же село Кочки расположено на высоте 156 или 155 м (по разным источникам). Согласно Общероссийскому классификатору объектов административно-территориального деления (ОКАТО), по состоянию на 2017 год насчитывалось 34 улиц и переулков. Рельеф села в целом спокойный и ровный, ближе к реке Карасук немного понижается. Именно в пониженной местности расположены мелкие озёра. На западе села характерна болотистая местность. Для территории, где находится населённый пункт, характерны луговые солонцеватые и солончаковые почвы, по классификации относящиеся к гидроморфным. Совокупность горных пород (стратиграфическое подразделение) — миоцен и плиоцен.

### Климат
Климат села, как и во всём районе — резко континентальный или континентальный (по разным источникам). Летом погода хорошая, зимой с немалым количеством снега и ветра, пасмурная. В среднем за год температуры составляют от −21 °C до 25 °C. В большинстве дней в году погода облачная, без осадков. Снег начинает выпадать в октябре, его количество резко идёт на убыль после марта. Ветры дуют преимущественно с юго-запада. Наблюдения за погодой в селе ведутся с 1936 года. По состоянию на 2023 год работает метеорологическая станция.

### Часовой пояс
Село Кочки, как и вся Новосибирская область, находится в часовой зоне МСК+4. Смещение применяемого времени относительно UTC составляет +7:00.

## История
Территория, где ныне расположено село, была освоена людьми ещё в древности. Так, грунтовый могильник Кочки-7 кротовской культуры датируется II веком до н. э. Также известны ещё несколько курганов, представляющих археологическую ценность, с неизвестным временем создания.
Само же село Кочки основано в XVIII веке, согласно некоторым источникам, потерявшей мужа и сосланной в Сибирь тогдашним правительством (причина ссылки неизвестна) мещанкой Проскуряковой, прибывшей на поселение вместе с сыновьями. Точная дата основания населённого пункта не выяснена. Первая улица, появившаяся вскоре после этого, была пронумерована в один порядок, имела многочисленные извилины. К 1782 году, по данным переписи, население села (тогда называлось Кочковское, имело статус поселения) составляло уже 106 человек.
К 1863 году в селе функционировала Христовоздвиженская православная церковь (в 1889 завершилась постройка новой). Приход обслуживал населённые пункты по реке Карасук, к 1893 году была также церковно-приходская школа. В 1910 году в селе ещё имелись медицинский пункт, обслуживавший также несколько прочих населённых пунктов и начальная школа, несмотря на это, большинство населения не знало грамоты. До 1917 года село входило в Бурлинскую, Покровскую и Вознесенскую волости. В 1904 году, после образования Кочковской волости стало её административным центром. Тогда в Кочках были развиты сельское хозяйство, произовдство кирпича, масла, торговля колониальными товарами, бакалеей. Кочковская волость входила в Барнаульский уезд Томской губернии. С марта 1918 года село стало подчиняться советской власти.
Село оказалось затронуто гражданской войной между белыми и красными: оно было занято белыми, ротой солдат из Барабинского полка. Шла борьба за село между военными частями Красной Армии и белогвардейцами. По Кочкам проходили карательные отряды, усмирявшие партизан. Освобождено (борьба за населённый пункт прекращена) после 1919. С 1921 года появлялись коммуны, в 1925 открыта почтовая станция и установлено первое радио. В 1924 году образован Кочковский район с административным центром в селе Кочки. С 1928 года действовал врачебный участок. Через год после этого началось образование колхозов. В 1931 году открылся банк, впервые появилась пожарная часть, начала издаваться газета — районное издание «Знамя коллективизации». В 1932 построены несколько инфраструктурных объектов, составлявшие комбинат бытового обслуживания жителей села. После установления советской власти закрылась церковь.
В годы Великой Отечественной войны (1941-1945) жители села уходили на фронт, принимали участие в боевых действиях. В 1954 году началось освоение целины. В 1992 году вновь начала работу церковь, в 2004 на средства населения села построена новая. Законом от 2 июня 2004 года село окончательно установлено в качестве административного центра и единственного населённого пункта сельского поселения Кочковского сельсовета.

## Население
| 1959  | 1970  | 1979  | 1989  | 2002  | 2007  | 2010  | 2012  |
| ----- | ----- | ----- | ----- | ----- | ----- | ----- | ----- |
| 2996  | ↗3007 | ↗3649 | ↗4363 | ↘4154 | ↗4470 | ↘4055 | ↘4031 |
| 2013  | 2014  | 2015  | 2016  | 2017  | 2018  | 2019  | 2020  |
| ↘4020 | ↘3962 | ↗3963 | ↗3972 | ↗3988 | ↘3932 | ↘3890 | ↘3838 |
| 2021  |       |       |       |       |       |       |       |
| ↘3670 |       |       |       |       |       |       |       |

## Достопримечательности
- Кочковский краеведческий музей, расположенный в отдельно стоящем здании в центре села. Основатель музея — Пикалов Дмитрий Емельянович. Экспозиционно-выставочная площадь — 160 м²[49]. По данным на 2003 год содержит 13 574 экспоната, из них 7072 относятся к объектам основного фонда[49]. В музее содержатся материалы археологических раскопок, предметы этнографии, произведения декоративно-прикладного искусства, материалы, посвящённые установлению советской власти в Кочковском районе. Музей посещают в среднем 2800 человек в год[49].